# 17点3次曲線

赤い三角形に対し、黒い曲線が17点3次曲線。
X(n)に関しては三角形の中心を参照。

幾何学における17点3次曲線（17てん3じきょくせん）とは、自身と等角共役点と重心が同一直線上に乗る点の軌跡である。トムソンの3次曲線ともいう。
三角形の五心を含む少なくとも17個の点がこの曲線上にあることからこの名がつけられた。

## 定義と方程式
17点3次曲線は、「X の等角共役点 X' と重心が同一直線上にある点Xの軌跡」である。三角形の3辺の長さを a, b, c とするとこの曲線の方程式は以下のようになる。
- 三線座標で表すと {\displaystyle abh_{C}(h_{A}^{2}-h_{B}^{2})+cah_{B}(h_{C}^{2}-h_{A}^{2})+bch_{A}(h_{B}^{2}-h_{C}^{2})=0}。
- 重心座標で表すと {\displaystyle a^{2}g_{B}g_{C}(g_{B}-g_{C})+b^{2}g_{C}g_{A}(g_{C}-g_{A})+c^{2}g_{A}g_{B}(g_{A}-g_{B})=0}。

## 17個の点
この曲線は、以下の17個の点を通る。
- 内心と傍心
  - 自身が等角共役点のため、それらと重心は同一直線上にある。
- 重心と類似重心
  - この2点が等角共役点であるため、明らか。
- 外心と垂心
  - この2点が等角共役点である。この2点と重心は共にオイラー線上にある。
- 頂点
  - 等角共役点は存在しないが、上記の方程式に(1,0,0)を代入すれば明らかに成り立つ。
- 3辺の中点
  - 等角共役点は存在しないが、上記の重心座標の方程式に(1,1,0)を代入すれば明らかに成り立つ。
- 3本の垂線の中点

他に、シュタイナーの内接楕円の焦点やミッテンプンクトとその等角共役点を通る。